# Brachtenbach
Brachtenbach är en ort i Luxemburg.   Den ligger i distriktet Diekirch, i den nordvästra delen av landet, 50 kilometer norr om huvudstaden Luxemburg. Brachtenbach ligger 483 meter över havet och antalet invånare är 159.
Terrängen runt Brachtenbach är platt åt nordväst, men åt sydost är den kuperad.  Närmaste större samhälle är Wiltz, 6,0 kilometer söder om Brachtenbach. 
I omgivningarna runt Brachtenbach växer i huvudsak blandskog. Runt Brachtenbach är det ganska tätbefolkat, med 120 invånare per kvadratkilometer.